# Roger Loysch
Roger Loysch (Houthalen-Helchteren, 13 de novembro de 1951) é um ex-ciclista bélgico, que competiu como profissional entre 1974 à 1978. Ele terminou em último lugar no Tour de France 1977.